# Ekvadorsko-kolumbijska granica
Granica između Kolumbije i Ekvadora međunarodna je granica između teritorija Kolumbije i Ekvadora. Sastoji se od dva dijela, kopnenog i morskog. 
Prva dionica je kontinuirana linija od 586 kilometara, koja ide od istoka prema zapadu (od rijeke Güepí do ušća rijeke Mataje u zaljev Ancón de Sardinas u Tihom oceanu). To je oko 28% onoga što je nekada bila granica između Kolumbije i Ekvadora nakon raspada Velike Kolumbije 1830. godine. Sadašnja kopnena granica trajno je demarkirana sporazumom Muñoz Vernaza-Suárez 15. srpnja 1916. 
Pomorska granica počinje na krajnjoj točki kopnene granice i proteže se 200 nautičkih milja od obale, kako je navedeno u pravu mora. Ovaj dio je razgraničen sporazumom Liévano-Lucio 23. kolovoza 1975. 